# Gagnakali
Gagnakali es una localidad de la prefectura de Dinguiraye en la región de Faranah, Guinea, con una población censada en marzo de 2014 de 12 659 habitantes.
Se encuentra ubicada en el centro-norte del país, cerca de la frontera con Senegal.